# Bolgheri Sassicaia
Il Bolgheri Sassicaia, comunemente noto come Sassicaia, è un vino DOC la cui produzione è consentita in una specifica zona del comune di Castagneto Carducci nella provincia di Livorno, prodotto con almeno l'80% di Cabernet Sauvignon. Il Bolgheri Sassicaia è uno dei vini italiani più pregiati ed è prodotto esclusivamente dall'azienda Tenuta San Guido, che possiede tutti i vigneti all'interno dell'area delimitata dalla DOC. Fa parte di quel gruppo di vini di pregio comunemente identificati come Super tuscan.

## Caratteristiche organolettiche
- colore: rosso rubino intenso, tendente al granato con l'affinamento
- odore:  ricco, elegante, maestoso
- sapore: asciutto, pieno, robusto e armonico, con buona elegante struttura

## Storia
Intorno agli anni quaranta il marchese Mario Incisa della Rocchetta, appassionato di vini francesi, importò dalla tenuta dei Duchi Salviati a Migliarino alcune barbatelle di cabernet sauvignon e di cabernet franc. La decisione di piantare questi vitigni fu in parte dovuta alla somiglianza morfologica che egli aveva notato tra la zona di provenienza denominata Graves, a Bordeaux, e quella dove avrebbe poi fatto crescere i vitigni. E piantò i vitigni all'interno della tenuta San Guido, nella Maremma livornese, ne ebbe grande cura e nel 1944 ottenne le prime bottiglie di Sassicaia. Il vino fu prodotto inizialmente ad esclusivo uso familiare, in controtendenza con gli standard produttivi dei tempi che tendevano a privilegiare la quantità alla qualità. La prima annata commercializzata fu il 1968.
Alla fine del 2013, con la pubblicazione del relativo decreto da parte del Mipaaf, il Sassicaia si è staccato dalla DOC Bolgheri (di cui era sottozona sino dal 1994, anno di nascita della DOC) ed è diventato una DOC autonoma. Questo passo completa il percorso cominciato come semplice vino da tavola, successivamente sottozona DOC e, finalmente, DOC a sé stante (Bolgheri Sassicaia).
Nel 2018 cadono i 50 anni dalla prima commercializzazione, e per l'occasione si è tenuta a Lucca, durante la manifestazione Anteprima Vini della Costa Toscana organizzata dall'Associazione Grandi Cru della Costa Toscana, una degustazione verticale.
Come per tutti i vini prestigiosi le vecchie e/o grandi annate di Sassicaia raggiungono prezzi rilevanti, spesso oggetto di ricerca tra appassionati e commercianti.

### DOC proprietaria
Il Sassicaia detiene un primato: è il primo vino italiano di una specifica cantina, che, come succede in Francia per pochissimi vini celeberrimi, ha una DOC riservata appositamente. La denominazione Bolgheri Sassicaia può utilizzarla esclusivamente la Tenuta San Guido (della famiglia Incisa della Rocchetta) per il suo vino corrispondente (questo perché Sassicaia è un cru in Bolgheri interamente posseduto da Tenuta San Guido).

## Abbinamenti consigliati
Particolarmente indicato per cacciagione e cibi dal sapore intenso, in particolar modo il piccione arrosto, i filetti alla bordolese, i formaggi dal sapore deciso. Consigliato anche il semplice abbinamento con qualche noce e fungo porcino crudo, condito con poche gocce di olio di oliva e qualche erba aromatica mediterranea.

## Produzione
Provincia, stagione, volume in ettolitri
- Livorno  (1994/95)  1561,7
- Livorno  (1995/96)  1170,27
- Livorno  (1996/97)  1741,56

## Tabella annate
Il Sassicaia dell'annata 2015 ha vinto nel 2018 il riconoscimento come miglior vino del mondo dal prestigioso punto di riferimento nel mondo dell'enologia "Wine Spectator".

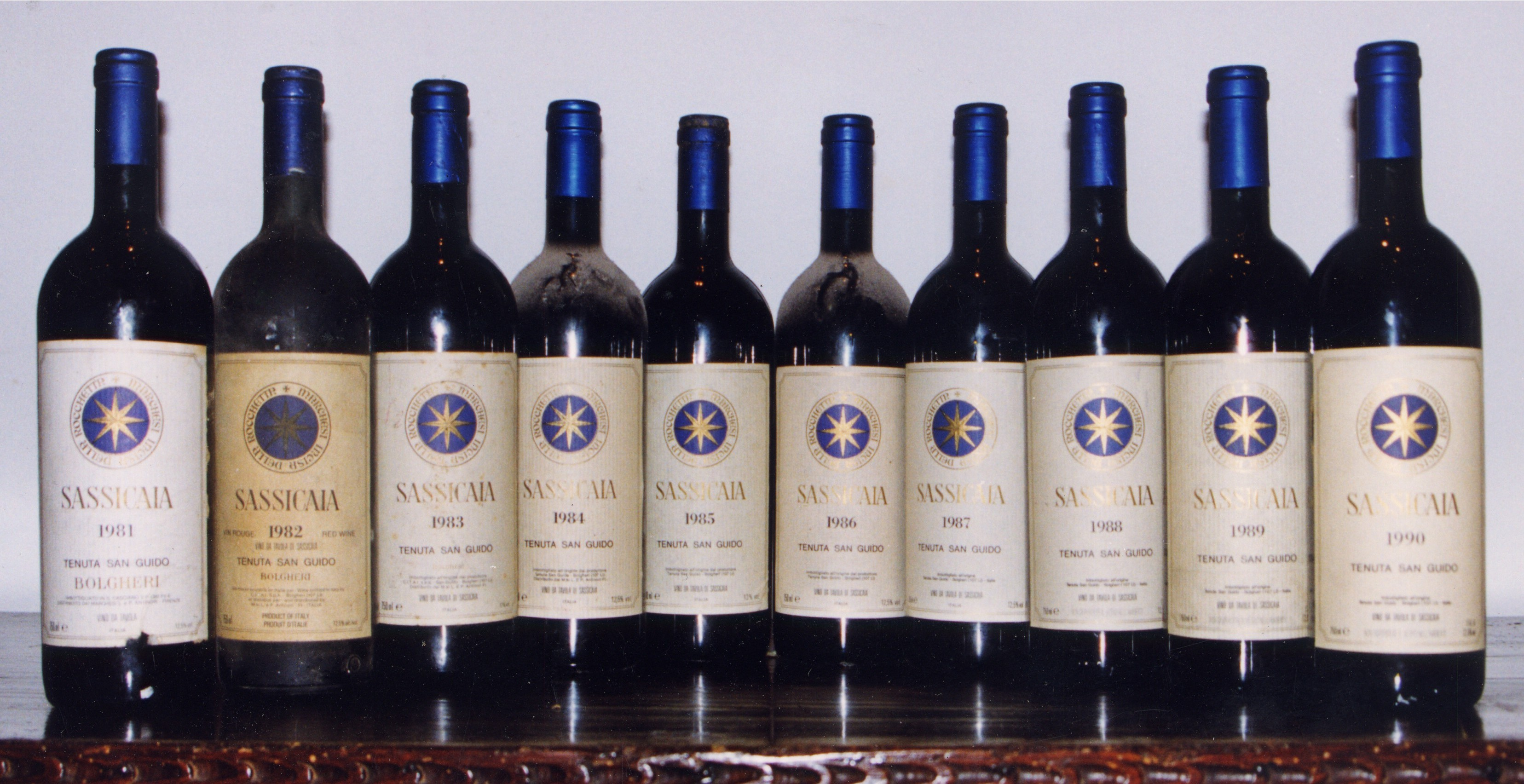
10 annate di Bolgheri Sassicaia

I fattori climatici nella fase vegetativa della vite (aprile-settembre) ricoprono un ruolo fondamentale sulle caratteristiche finali di una determinata annata. Tuttavia va aggiunta anche la selezione delle uve migliori, il metodo di vinificazione e il successivo invecchiamento ed affinamento.
Tra le annate eccellenti quelle del 1978, 1985, 1988, 1990, 1995, 1997 e 2004 che si avvicinano alla perfezione; di seguito è riportata la tabella delle annate dal 1968 in poi, con le previsioni per quelle più recenti in affinamento.
- 1968 *****
- 1969 ***
- 1970 ****
- 1971 ****
- 1972 ***
- 1973 ****
- 1974 ***
- 1975 *****
- 1976 **
- 1977 *****
- 1978 ***** +
- 1979 ***
- 1980 ***
- 1981 *****
- 1982 ****
- 1983 ****
- 1984 **
- 1985 ***** +
- 1986 ***
- 1987 ****
- 1988 ***** +
- 1989 ***
- 1990 ***** +
- 1991 ***
- 1992 ****
- 1993 *****
- 1994 *****
- 1995 ***** +
- 1996 ****
- 1997 ***** +
- 1998 *****
- 1999 *****
- 2000 ****
- 2001 *****
- 2002 ***
- 2003 ****
- 2004 ***** +

Previsioni per le annate in affinamento
- 2005 ****
- 2006 *****
- 2015 *****+
- 2021 *****

Legenda
- ***** + Storica
- ***** Eccellente
- **** Ottima
- *** Pregevole
- ** Mediocre
- * Insufficiente